# Zemský okres Dingolfing-Landau
Zemský okres Dingolfing-Landau (německy Landkreis Dingolfing-Landau) je okres v německé spolkové zemi Bavorsko, ve vládním obvodě Dolní Bavorsko. Okresním městem je Dingolfing.

## Města a obce
| Města | Obce                                                                                                |
| --- | --------------------------------------------------------------------------------------------------- |
| 1. Dingolfing 2. Landau an der Isar Obce s tržním právem ( Markt ) 1. Eichendorf 2. Frontenhausen 3. Pilsting 4. Reisbach 5. Simbach 6. Wallersdorf | 1. Gottfrieding 2. Loiching 3. Mamming 4. Marklkofen 5. Mengkofen 6. Moosthenning 7. Niederviehbach |

## Sousední okresy
| Růžice kompasu | Straubing-Bogen                |  | Deggendorf | Růžice kompasu |
| Růžice kompasu | Sever                          |  |            | Růžice kompasu |
| Růžice kompasu | Zemský okres Dingolfing-Landau |  |            | Růžice kompasu |
| Růžice kompasu | Jih                            |  |            | Růžice kompasu |
| Růžice kompasu | Landshut                       |  | Rottal-Inn | Růžice kompasu |